# Cold Little Heart
Cold Little Heart is een nummer van de Britse zanger Michael Kiwanuka. Het nummer werd uitgebracht op zijn album Love & Hate uit 2016. Op 24 februari 2017 werd het nummer uitgebracht als de vierde single van het album.

## Achtergrond
Cold Little Heart is het eerste nummer dat Kiwanuka schreef voor Love & Hate. Hij schreef het samen met Danger Mouse en Inflo, die het album produceerden. In een interview met het tijdschrift Mojo vertelde hij: "Cold Little Heart beschrijft misschien het beste waar ik heen ging nadat ik vast kwam te zitten in mijn eigen woorden. Normaal gesproken schrijf ik nummers in mijn kamer op een akoestische gitaar. Maar met 'Flo moest ik andere manieren proberen om het wat op te schudden. Cold Little Heart was het resultaat."
In Cold Little Heart begint Kiwanuka pas op de helft van het nummer te zingen, na vijf instrumentale minuten. Hij vertelde hierover: "Ik vond soulmuziek uit de jaren '70 altijd leuk, zoals Isaac Hayes en Funkadelic. Bij veel van deze nummers heb je geduld nodig - Maggot Brain [van Funkadelic] begint langzaam, Walk On By [van Hayes] begint langzaam. Het zijn net suites, maar het is moeilijk om daarop te komen met enkel een akoestische gitaar. [Bij het schrijven] in de studio terwijl je opneemt heb je keyboards, gitaren, effecten, elektrische gitaren, dus je kunt je echt uitleven met lange structuren en passages."
Cold Little Heart is het eerste nummer op Love & Hate. Producer Danger Mouse zei hierover: "Het moment dat we klaar waren met Cold Little Heart, was er geen manier dat het het album niet zou openen. Iedereen kent de stem van Michael, maar hij is ook een geweldige gitaarspeler en songwriter. Ik zei, 'Het eerste nummer dat je van dit album uitbrengt zou instrumentaal moeten zijn'. We deden dat niet, maar dit was de best mogelijke oplossing; openen met een nummer waarin hij in de eerste vijf minuten niet zingt, maar het is toch allemaal Michael, zijn melodieën en zijn prachtige gitaarspel."
Een ingekorte versie van Cold Little Heart werd in 2017 gebruikt als introductiemuziek van de HBO-serie Big Little Lies. Toen Kiwanuka instemde met het gebruik van zijn nummer, was hij in de veronderstelling dat het enkel als achtergrondmuziek zou worden gebruikt in een scene, maar hij was verbaasd toen hij ontdekte dat negentig seconden van het nummer werden gebruikt tijdens de openingscredits van elke aflevering. De serie bleek zeer succesvol, waardoor het nummer meer aandacht kreeg dan op de radio, aangezien het met een lengte van tien minuten niet geschikt is om in zijn geheel te draaien. Toen de serie acht Emmy Awards kreeg, was Cold Little Heart iedere keer te horen wanneer de serie een prijs mocht ontvangen.
Hoewel er in februari 2017 een ingekorte versie van Cold Little Heart op single verscheen, wist het alsnog geen hoge ogen te gooien in de hitlijsten. In Nederland werd geen enkele hitlijst gehaald en in België werden enkel de Tipparades van de Vlaamse en Waalse Ultratop 50 bereikt. Alleen in Frankrijk behaalde het nummer de 174e plaats in de hitlijsten. Desondanks bleek het nummer erg populair, daar het in Nederland in 2017 binnenkwam op de 750e plaats in de Radio 2 Top 2000 als hoogste notering van Kiwanuka. Het jaar daarop steeg het nummer zelfs door naar de 91e plaats, gevolgd door een 67e, 65e, 49e en 41e notering.

## NPO Radio 2 Top 2000
| Nummer met noteringen in de NPO Radio 2 Top 2000 | '17 | '18 | '19 | '20 | '21 | '22 | '23 | '24 |
| ------------------------------------------------ | --- | --- | --- | --- | --- | --- | --- | --- |
| Cold Little Heart                                | 750 | 91  | 67  | 65  | 49  | 41  | 46  | 34  |

1. ↑  Een vetgedrukt getal geeft de hoogste notering aan.
2. ↑  2017 was het eerste jaar met een notering voor dit nummer.